# Georg von Oldenburg

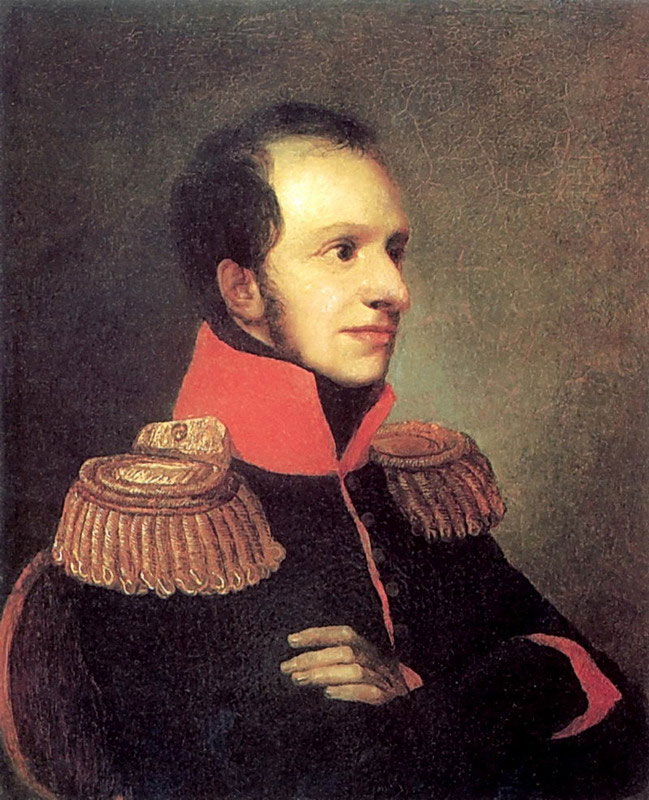
Prinz Georg von Oldenburg

Peter Friedrich Georg von Oldenburg (* 9. Mai 1784 in Oldenburg; † 15. Dezemberjul. / 27. Dezember 1812greg. in Twer) war ein Prinz des Herzogtums Oldenburg aus dem Haus der Gottorfschen Oldenburger. Er gilt als Begründer der russischen Nebenlinie des Hauses Oldenburg.

## Leben
Georg war der Sohn von Herzog Peter Friedrich Ludwig von Oldenburg und der Herzogin Friederike Elisabeth Amalie Augusta von Württemberg. Sein älterer Bruder war der Erbprinz und spätere Großherzog August von Oldenburg (1783–1853).
Georg ging nach seinem Studium 1808 nach Russland und strebte dort eine Verwaltungskarriere an. Am 7. August 1808 ernannte ihn Zar Alexander I., sein Vetter 1. Grades, zum Generalgouverneur von Estland. Am 3. August 1809 heiratete er die Zarentochter Katharina Pawlowna, Alexanders Schwester. Die Ehe wurde schnell vollzogen, da auch Napoleon Bonaparte um Katharina geworben hatte, was aber im völligen Gegensatz zu den politischen Absichten des Zarenhauses und auch Katharinas Wünschen stand. Als Zeichen der Zugehörigkeit zur Kaiserlichen Familie verlieh Alexander seinem Schwager Georg in der Folge das Prädikat einer Kaiserlichen Hoheit. Anschließend erhielt Georg die Position des Generalgouverneurs in Twer in Zentralrussland, wo er ab 1809 mit seiner Frau lebte. Sein Privatsekretär zu dieser Zeit war der spätere Staatsrat Gerhard Friedrich von Buschmann. Zu seinen Aufgaben dort zählte auch die Verwaltung von Straßen und Wasserwegen, wozu Georg allerdings zu wenige Ingenieure zur Verfügung standen. Daher gründete er in Sankt Petersburg eine Schule für Ingenieure des Verkehrswesens (heute Teil der staatlichen Polytechnischen Peter-der-Große-Universität Sankt Petersburg).
Bei Wiederaufflammen des Krieges gegen Napoleon richtete Georg zunächst Lazarette in seinem Generalgouvernement ein, bat aber schließlich um ein Frontkommando, das ihm nach einigem Zögern des Zaren auch gewährt wurde. Unmittelbar danach infizierte sich Georg bei einem Lazarettbesuch mit Typhus und starb nach nur wenigen Jahren glücklicher Ehe mit Katharina im Dezember 1812. Seit 1810 war er Ehrenmitglied der Russischen Akademie der Wissenschaften in Sankt Petersburg.
Aus der Ehe stammten zwei Söhne:
- Alexander (1810–1829)
- Peter (1812–1881)

Georg wurde zunächst in der nach Plänen des oldenburgischen Feldmarschalls Burkhard Christoph von Münnich erbauten, lutherischen Sankt-Petri-Kirche in Sankt Petersburg bestattet. Als die Kirche 1826 erneuert werden sollte, ließ Großherzog Peter den Leichnam nach Oldenburg in das Familienmausoleum in Oldenburg überführen.
Seine Witwe heiratete am 24. Januar 1816 den württembergischen Kronprinzen Friedrich Wilhelm und wurde so kurz darauf Königin von Württemberg.